# Tahiti labdarúgó-szövetség
Tahiti labdarúgó-szövetség (franciául: Fédération Tahitienne de Football) (FTF). 

## Történelme
1938-ban alapították. A Nemzetközi Labdarúgó-szövetségnek (FIFA) 1990-től tagja. 1990-től az Óceániai Labdarúgó-szövetség (OFC) tagja.
Fő feladata a nemzetközi kapcsolatokon kívül, a  Tahiti labdarúgó-válogatott férfi és női ágának, a korosztályos válogatottak illetve a nemzeti bajnokság szervezése, irányítása. Egyéb feladatként irányítja a Francia Polinézia labdarúgását.

### Bizottságai
Játékvezető Bizottság (JB) – felelős a játékvezetők utánpótlásáért, elméleti (teszt) és cooper (fizikai) képzéséért, foglalkoztatásáért.

## Elnökök
Reynald Temarii

### Külső hivatkozások
- Thaiti LSZ. ftf.pf. (Hozzáférés: 2014. február 11.)
- Thaiti LSZ. fifa.com. [2013. június 20-i dátummal az eredetiből archiválva]. (Hozzáférés: 2014. február 11.)